# Pierre-Luc Gagnon
Pierre-Luc Gagnon, también conocido como “PL” o “PLG” (nació el 2 de mayo de 1980 en Boucherville, Canadá) es un skater profesional canadiense.
Gagnon empezó a patinar en 1988 y participó en su primera competencia en 1992. Es un participante frecuente de los X-Games, en donde ha ganado diez medallas (tres de oro) en las categorías de Vert, Vert Doubled, Big Air, y Best Trick. También ha tenido participaciones exitosas en el Dew Tour y en los Gravity Games. Además, es el ganador de la división Vert de la Copa Maloof Money, organizada por la Familia Maloof, esta competencia se espera con bastante anticipación en el mundo del skateboarding porque se jacta de ofrecer un pote de premios en efectivo que alcanzan los 500.000 dólares estadounidenses, haciéndola la copa más lucrativa en el mundo del skateboarding. 